# 2696 Magion
A 2696 Magion (ideiglenes jelöléssel 1980 HB) a Naprendszer kisbolygóövében található aszteroida. Ladislav Brožek fedezte fel 1980. április 16-án.